# Mandaleekanahalli, Channarayapatna
Mandaleekanahalli là một làng thuộc tehsil Channarayapatna, huyện Hassan, bang Karnataka, Ấn Độ.